# Церква Зачаття Івана Хрестителя (Черганівка)
Церква Зачаття Івана Хрестителя (Черганівка) — парафія і храм православної громади Косівського деканату Івано-Франківської єпархії Православної церкви України, дерев'яна гуцульська церква в с. Черганівка Івано-Франківської області, Україна, пам'ятка архітектури національного значення.

## Історія
Церква в 1809 році була закуплена в 1821 році с. Красноілля, перебудована та в 1842 році відкрита. Зокрема через збільшення кількості прихожан бабинець церкви було видовжено в два рази. Церква розташована біля центральної дороги, була філією церкви в Старому Косові. За відсутності постійного священника в церкві служив священник церкви Святих Якима і Анни в с. Смодна. У радянський період церква  охоронялась як пам'ятка архітектури Української РСР (№ 1180). В 1961 році була закрита, а з 1971 року громада знята з реєстрації. В 1972 році в церкві було відкрито "Музей природи Карпат" (Музей тваринного світу Карпат).  В 1989 році за протидії районної влати мешканці села домоглися рішення ради в справах релігій при Раді Міністрів СРСР від 27 березня 1989 щодо реєстрації релігійної громади та виділенні приміщення для богослуження. Використовується громадою Православної церкви України (первинно належала УГКЦ). В 2012 році церкву наново освятили після розпису та ремонту, влаштування нового іконостасу та престолу.
В церкві служили такі священники:  
- сотр. о. Дмитро Валавський; 1838 р.
- сотр. о. Лев Лукашевич; 1842 р.
- сотр. о. Микола Косів; 1843 р.
- сотр. о. Микола Терлецький; 1846 р.
- сотр. о. Лев Рудницький; 1850 р.
- сотр. о. Микола Сошенко; 1854 р.
- сотр. о. Петро Монастирський; 1855 р.
- сотр. о. Бенантік Дзюбановський; 1864 р.
- сотр. о. Айталь Кобринський; 1865 р.
- сотр. о. Іларіон Валавський; 1872 р.
- сотр. о. Григорій Кунинський; 1874 р.
- сотр. о. Григорій Кунинський; 1890 р.
- сотр. о. Николай Стемпурський; 1892 р.
- сотр. о. Василій Новицький; 1898 р.
- сотр. о. Микола Яросевич; 1900 р.
- сотр. о. Ілярій Цибик; 1906 р.
- сотр. о. Костянтин Павлусевич; 1913 р.
- сотр. о. Микола Драгомирецький; 1925 р.
- сотр. о. Омелян Гнатківський; 1927 р.
- о. Франц Крушельницький; 1945 р.
- о. Олександр Обушкевич; 1946 – 1961 рр.
- о. Дмитро Коцаба; 1989 р.
- о. Михайло Гуменяк; 1990 р.
- о. Михайло Голомеджук; 1991 р.
- о. Михайло Матіїшин; 1992 р.
- о. Михайло Будзан; 1992 - 2013 р.р.
- о. Микола Будзан; (з 2013 р.) [3]

Храмові свята Зачаття Івана Хрестителя (6 жовтня) та Святого Юрія  (6 травня).

## Архітектура
Церква хрестоподібна в плані, одноверха, п'ятизрубна, видовжена в частині бабинця. До південного рамена нави прибудовано засклений  ганок. До вівтаря з прибудовано ризницю. Над квадратними зрубом нави розташовано низьку восьмигранну основу для грушеподібної центральної бані. Бокові зруби мають скатні дахи. Опасання розташоване навколо церкви на вінцях зрубів. Опасання, стіни над опасанням та дахи обшиті карбованою бляхою (первинно була обшита гонтом).
Іконостас має композицію з рослинних орнаментів, яка виконана в техніці пластичної різьби по дереві з горельєфними скульптурами голів ангелів, голуба та барельєфними фігурами євангелістів на царських воротах. Автор іконостасу Василь Василюк, а виконували його Роман Кабин. Престол виготовили та оздобили різьбленням по дереву Микола Яремин, Іван Рабинюк та Сергій Рабинюк.